# Bradipneia
Bradipneia é um termo técnico de saúde que refere-se a uma taxa de respiração mais lenta que o saudável. A taxa em que é diagnosticada bradipneia depende da idade do paciente e do nível de atividade física recente. O oposto de bradipneia se chama taquipneia, que significa, respiração acelerada e pode agravar para uma apneia, nenhuma respiração. Se a pessoa estiver respirando normalmente, o termo utilizado é eupneico ou eupneia.

## Diagnóstico
A contagem pode ser feita observando-se o número de elevações por minuto do tórax ou do abdômen com o paciente em repouso e sem avisar que a contagem está sendo feita:
- Crianças menores de 2 meses: menos de 35 respirações por minuto.
- Crianças de 2 meses a 11 meses : menos de 30 respirações por minuto.
- Crianças de 1 a 5 anos: menos de 20 respirações por minuto.
- Crianças entre 6 a 12 anos: menos de 12 respirações por minuto.
- Adolescentes e adultos: menos de 10 respirações por minuto.

## Sintomas
Os sinais de baixa oxigenação do organismo (hipóxia) são:
- Tontura
- Cansaço
- Fraqueza
- Dores no peito
- Confusão mental
- Desmaiar

## Causas
Dentre as causas mais comuns estão:
- Uso de drogas sedativas como álcool, tabaco, opioides, opiáceos e benzodiazepinas;
- Doenças respiratórias como alguns tipos de asma, bronquites, pneumoconioses;
- Doenças cardiovasculares como alguma isquemia, hemorragia ou algum choque cardiogênico
- Obesidade especialmente quando associada a sintomas de diabetes;
- Insuficiência hepática ou renal;
- Aumento da pressão intracraniana;

## Tratamento
A curto prazo pode-se utilizar aparelhos para aumentar a ventilação de oxigênio aos pulmões, utilizar oxímetro de pulso ou gasometria arterial para avaliar o nível de gases no organismo. Pode ser necessário entubar caso haja ameaça de parada do funcionamento pulmonar. Depois de garantir a adequada oxigenação é necessário identificar e tratar a causa da respiração lenta.